# Gene Amdahl
Gene Myron Amdahl (Flandreau, 16 de novembro de 1922 – Palo Alto, 10 de novembro de 2015) foi um projetista de computadores e empreendedor no ramo da alta tecnologia, mais conhecido por seu trabalho com mainframes na IBM (International Business Machines) e posteriormente por suas próprias empresas, particularmente a Amdahl Corporation. Ele formulou a lei de Amdahl, que afirma uma limitação fundamental da computação paralela.

## Infância e educação
Amdahl nasceu de pais imigrantes de ascendência norueguesa e sueca em Flandreau, Dakota do Sul. Depois de servir na  Marinha durante a Segunda Guerra Mundial, ele se formou em engenharia física na Universidade Estadual de South Dakota em 1948.
Ele passou a estudar física teórica na Universidade de Wisconsin-Madison com Robert G. Sachs. No entanto, em 1950, Amdahl e Charles H. "Charlie" Davidson, um colega Ph.D. estudante do Departamento de Física, abordou Harold A. Peterson com a ideia de um computador digital. Amdahl e Davidson ganharam o apoio de Peterson e do professor de engenharia elétrica Vincent C. Rideout, que os encorajou a construir um computador com seu design exclusivo. Amdahl completou seu doutorado na Universidade de Wisconsin-Madison em 1952 com uma tese intitulada  Um Design Lógico de um Computador Digital de Velocidade Intermediária  e criando seu primeiro computador, o Wisconsin Integrally Synchronized Computer (artigo em inglês), WISC. Ele então foi direto de Wisconsin para um cargo na IBM em junho de 1952. Gene Amdahl também é parente do ex-presidente da Suprema Corte de Minnesota Douglas K. Amdahl (artigo em inglês).